# Movimiento esperantista
El movimiento esperantista, menos comúnmente conocido como esperantismo (en esperanto: Esperantismo), es un movimiento social para difundir el uso de la lengua auxiliar construida esperanto. El movimiento no pretende suplantar las lenguas nacionales sino simplemente complementarlas. El movimiento se utiliza a veces para describir a todos los hablantes de esperanto, incluida su cultura.

## Política
El esperanto se ha colocado en algunas situaciones políticas propuestas. El más popular de ellos es el antiguo partido menor Europa-Democracia-Esperanto, cuyo objetivo es establecer el esperanto como idioma oficial de la Unión Europea. El Informe Grin, publicado en 2005 por François Grin, encontró que el uso del idioma inglés como lengua franca dentro de la Unión Europea cuesta miles de millones al año y beneficia significativamente financieramente a los países de habla inglesa. El informe consideró un escenario en el que el esperanto sería la lengua franca y encontró que tendría muchas ventajas, particularmente desde el punto de vista económico, así como ideológico.

## Lectura adicional
- El libro de esperanto, Capítulo 9: «La escena literaria» de Don Harlow. 1995.